# Mungomaki
Mungomaki eller mangustlemur (Eulemur mongoz) är en primat i familjen lemurer som förekommer på nordvästra Madagaskar.

## Utseende

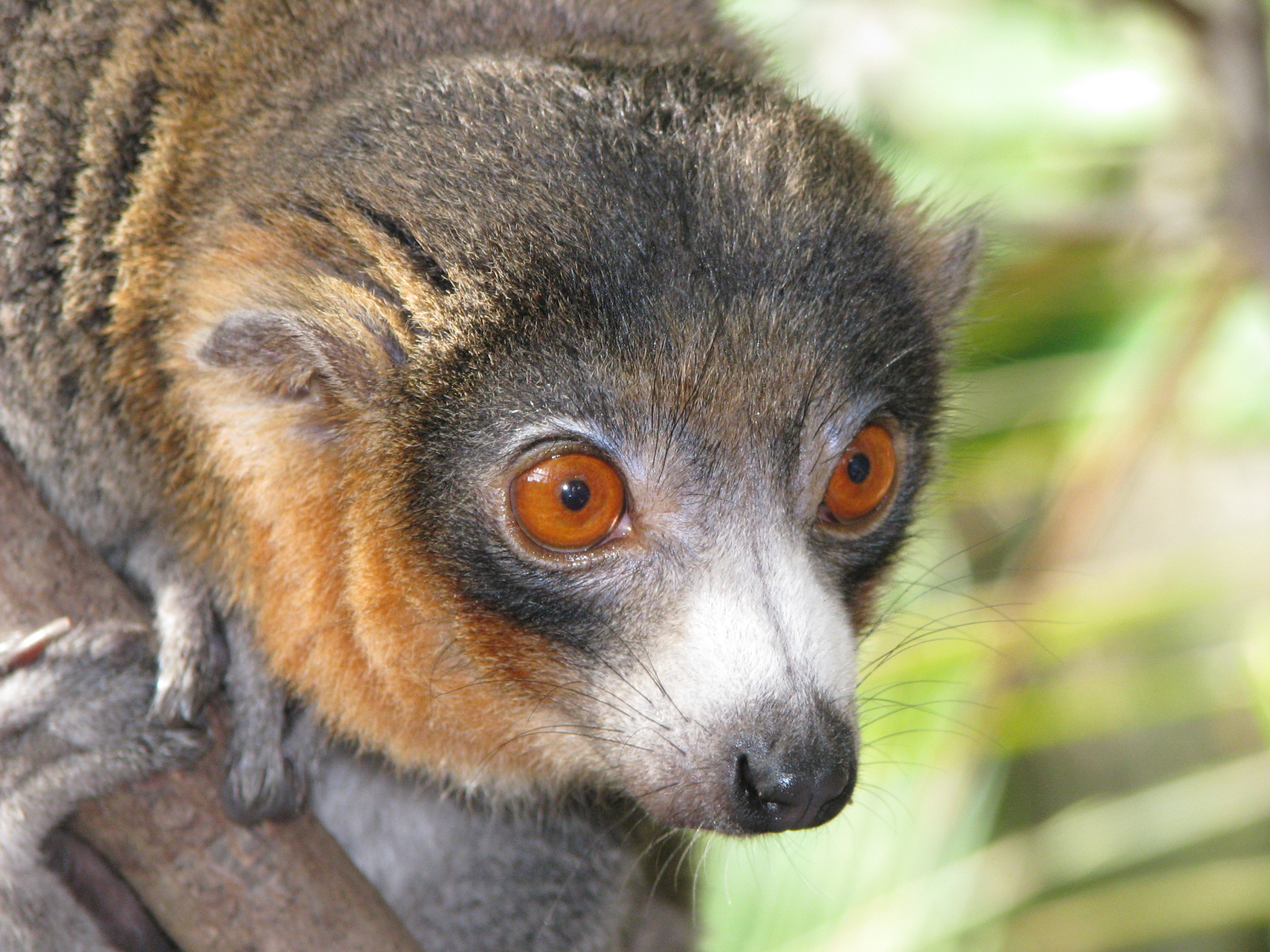
Närbild på hannens huvud.

Denna lemur når en kroppslängd (huvud och bål) mellan 30 och 35 cm, en svanslängd av 45 till 48 cm och en vikt mellan 1,1 och 1,6 kg. Den ulliga pälsen är hos hannar gråbrun på ovansidan, ljusgrå på undersidan och mörkgrå i ansiktet. Vid halsen och kroppssidorna är pälsen mera rödbrun. Honor har en mera ljusgrå päls på ovansidan. Kännetecknande är ett skägg som hos hannar är rödbrun och hos honor är vitaktig. Svansens spets är hos bägge kön mörkare. Ögonfärgen är rödorange.

## Utbredning och habitat
Arten lever på nordvästra Madagaskar i låglandet och på upp till 400 meter höga kullar. Mungomaki hittas även på några öar som tillhör Komorerna men där blev den troligen införd av människan. Habitatet utgörs av olika sorters skogar.

## Ekologi
Djuret kan vara aktivt på dagen och på natten. I motsats till de flesta andra primater ändrar mungomaki sina aktivitetstider efter väderförhållanden. Under den torra perioden är den mer nattaktiv medan den under början av regntiden är mer dagaktiv.
Födan utgörs främst av frukter men lemuren äter även blad och andra växtdelar. I mindre mått har den även ryggradslösa djur som föda.
På Madagaskar lever de i små familjegrupper av ett föräldrapar och deras ungar. På Komorerna kan de bilda stora flockar. Gruppen har ett revir som markeras med körtelvätska och höga skrik. Trots allt överlappar reviren varandra. Ungarnas födelse sker mellan augusti och oktober före regntiden. Honor är 126 till 128 dagar dräktiga och föder vanligen en unge per kull, sällan två. Ungen dias ungefär 135 dagar och efter 2,5 till 3,5 år måste den lämna flocken.
Livslängden antas vara lika lång som hos andra makier, alltså 35 till 40 år.

## Status
Arten hotas främst av skogsavverkningar. Den dödas även som skadedjur när den hämtar sin föda i fruktodlingar. IUCN listar mungomaki som akut hotad (CR).